# Arabski svet
"Arabska država" se preusmeri sem. Za politično zvezo glej Arabska liga.
Arabski svet (arabsko العالم العربي, latinizirano: al-`alam al-`arabi) se razprostira od Atlantskega oceana na zahodu do Perzijskega zaliva na vzhodu ter od Sredozemskega morja na severu do osrednje Afrike in Indijskega oceana na jugu. S 23 državami, okrog 325 milijoni ljudi in ozemljem na dveh kontinentih je največja geo-lingvistična enota na svetu za Rusijo.

## Države
Čeprav je definicija včasih sporna, se naslednjih 18 držav običajno šteje k arabskemu svetu, saj vse uporabljajo arabščino kot enega od uradnih jezikov in večina prebivalcev govori vsaj eno od različic arabščine. 
| - Alžirija - Bahrajn - Egipt - Irak - Jordanija - Kuvajt - Libanon | - Libija - Mavretanija - Maroko - Oman - Palestinska ozemlja - Katar - Saudska Arabija | - Sudan - Sirija - Tunizija - Združeni arabski emirati - Zahodna Sahara - Jemen |  |

Palestina in Zahodna Sahara nista de facto suvereni državi, vendar pa pričakujeta državnost in nekatere mednarodne organizacije ju že priznavajo. Na primer, Palestina je polnopravna članica Arabske lige, Zahodna Sahara pa Afriške unije. Poleg teh držav so Džibuti, Somalija in Komori članice Arabske lige, čeprav prebivalci niso večinsko arabsko govoreči (veliko pa jih razume arabščino in jo uporablja pri verskih obredih). Po drugi strani je malteščina sorodna tunizijski arabščini, vendar Malta ne uporablja arabske pisave, njeni prebivalci pa se ne identificirajo kot Arabci. Čad, Eritreja in Izrael priznavajo standardno arabščino kot uradni jezik, niso pa članice Arabske lige. Poleg tega večina držav članic Lige nima diplomatskih odnosov z Izraelom. Mali in Senegal priznavata Hassaniya, arabski dialekt mavrske manjšine, kot nacionalni jezik, tako kot Egipt jeziku Masri, različici egiptovske arabščine, vendar brez uradnega statusa.

## Geografija
Arabski svet se razprostira preko več kot 12,9 milijonov kvadratnih kilometrov severne Afrike in zahodne Azije (Bližnji vzhod). Azijski del (vključno z Arabskim polotokom) se imenuje Mašrek, severnoafriški del (brez Egipta in Sudana) pa Magreb.
Vsaka arabska država (z izjemo Čada z arabsko populacijo na severu) meji na veliko morje ali ocean.